# Dématérialisation
La dématérialisation est le remplacement dans une entreprise ou une organisation de ses supports d'informations matériels (souvent papier) par des fichiers informatiques et des ordinateurs. On parle aussi d'informatisation ou de numérisation car la substitution du papier par l'électronique n'est jamais complète (voir la section « Aspects environnementaux »), la création d'un « bureau sans papier » ou « zéro papier » étant encore une utopie. Elle vise une efficacité accrue en permettant une gestion entièrement électronique des données ou des documents produits en interne ou émanant des partenaires (administrations, clients, fournisseurs, etc.) en format numérique ou numérisés à leur entrée. En dehors du cas d'une structure nouvelle et exploitant méthodiquement l'outil informatique, une démarche de dématérialisation comporte une dimension de numérisation, c'est-à-dire de transfert méthodique sur un support numérique quelconque des informations qui existent sous forme analogique (papier, film, microfilm).
La dématérialisation comme conséquence et expansion de l'informatisation a ses avantages mais aussi ses inconvénients.

## Processus global d'informatisation
La dématérialisation a commencé par des initiatives individuelles et localisées visant à réduire les contraintes matérielles des traitements traditionnels de l'information, notamment en matière de délais de communication ou disponibilité de l'information. Dès 1967, l'envoi d'une disquette — de surcroît infiniment duplicable — pouvait être plus rapide et moins coûteux que celui des cent pages d'équivalent papier. Le bénéfice obtenu a ensuite été recherché par un plus grand nombre, toujours mieux pourvu en matériel requis, puis de manière de plus en plus systématique et professionnelle, au point d'en faire une caractéristique de l'informatisation des structures ou des cultures.
Condition d'une automatisation maximale du traitement des données, la dématérialisation bien conçue et bien gérée permet des gains de productivité même difficilement chiffrables et à moyen terme de dynamiser les activités d'une région, en facilitant par exemple le partage d'informations.
Entraînant un changement profond des pratiques, progressivement à tous les échelons de l'entreprise ou collectif, il est intéressant à plusieurs titres que la dématérialisation soit un projet partagé plus ou moins formellement par des ensembles de partenaires : chacun bénéficie ainsi des ressources numériques, de la facilité d'échange de données, puis de traitement, tout en évitant la coûteuse numérisation des documents restant chez certains dans leur forme traditionnelle. Pour ces raisons, le gain de productivité apporté à un secteur par une dématérialisation de ses agents économiques peut faire l'objet d'une reconnaissance et d'un soutien de la part de l'autorité publique. Dans l'état actuel des législations nationales, des difficultés juridiques subsistent pour une complète exploitation des possibilités : (authentification des partenaires, de leur signature, etc.).
Les avantages de la dématérialisation en termes de disponibilité de la version électronique, de préservation des œuvres et de manutention, ont progressivement été exploités par des institutions de plus en plus importantes en matière de gestion de documents imprimés, même au prix d'une réorganisation. Ces institutions, essentiellement des bibliothèques, sont de ce point de vue devenues créatrices ou fournisseurs de biens immatériels toujours disponibles et préservés d'une disparition accidentelle.

## Aspects environnementaux
D'un point de vue plus large, le terme dématérialisation est insatisfaisant en ce que les supports d'information électroniques et leur exploitation imposent la consommation de ressources matérielles, soit, en termes économiques, de matières premières comme les métaux des équipements électroniques. De même, la dématérialisation a des conséquences sur le plan de l'énergie consommée pour leur élaboration et utilisation, ainsi que du point de vue de la gestion des déchets électroniques.
Selon l'ingénieur français Jean-Marc Jancovici, la dématérialisation de l'économie ne réduirait pas la consommation de ressources, considérant qu'on ne supprime pas la matière support de l'information, mais qu'on la change seulement. De plus, même si la part des services augmente, cela ne signifie pas que la consommation d'énergie y soit inférieure à ce qu'elle est dans l'industrie.
Selon l'étude sur la raréfaction des métaux faite par Philippe Bihouix, Benoît de Guillebon, et l'Association des centraliens, « La prétendue dématérialisation de l'économie ne réduit pas la consommation de matières premières ou d'énergie ». Le développement des technologies de l'information et de la communication depuis les années 1970 a conduit à une augmentation importante de la consommation de petits métaux et d'électricité : alors que l'on utilisait moins de vingt métaux dans les années 1970, on utilise depuis le XXIe siècle environ 60 métaux.
Philippe Bihouix, ingénieur spécialiste de la finitude des ressources et de son interaction avec la question énergétique, rappelle que le secteur de l'informatique et des télécommunications n'a rien de virtuel, comme le réseau Internet : les serveurs, les antennes-relais, les terminaux, les accessoires, les câbles transocéaniques de faisceaux de fibres optiques consomment de l'énergie et des matières premières. L'impact environnemental dans l'économie numérique n'est pas meilleur que celui de l'économie papier.
Les études du PNUE (2013) et de l'Öko Institut (2012) sur la composition des ordinateurs personnels respectivement fixes et portables confirment ce constat. La demande de l'industrie des Technologies de l'Information et de la Communication en métaux a triplé entre les années 1980 et les années 2010.

## Domaines
Le développement d'Internet participe au processus de dématérialisation dans tous les domaines et jusqu'aux consommateurs individuels, comme le téléchargement qui remplace dans le secteur du jeu vidéo les cartouches de jeu ou les CD.
Exemples de dématérialisation :
- Dématérialisation de courriers entrants ;
- Dématérialisation de documents des ressources humaines ;
- Numérisation des livres ;
- Dématérialisation des examens ;
- Dématérialisation de factures ;
- Dématérialisation des jeux vidéo ;
- Dématérialisation des longs métrages cinématographiques ;
- Dématérialisation de la monnaie (exemple pour les chèques dont la formule papier ne circule plus entre les banques mais seulement l'« image chèque », image numérique. La dématérialisation est intervenue en 2002[Où ?] avec la mise en place de l'échange d'image chèque) ;
- Dématérialisation du conseil d'administration ;
- Dématérialisation des services publics : Administration électronique

## Mise en œuvre
Le changement de support implique l'utilisation d'un :
- Certificat d'identité numérique qui permet d'identifier les intervenants au cours du processus (cf. signature numérique) ;
- Horodatage, timestamp, qui garantit l'heure et la date de chaque étape du traitement ;
- Espace de confiance distant : les documents et les étapes de leur traitement sont centralisés sur un serveur tiers ;
- D'une enveloppe numérique : l'utilisateur conserve ses documents au sein d'une enveloppe numérique qui intègre une fiche de suivi dont chaque étape est certifiée par un tiers.

Deux formes de dématérialisation des documents et courriers entrants coexistent le plus fréquemment au sein des organisations interrogées par Markess International :
- D'une part, la dématérialisation dite « native » qui consiste pour une entreprise à recevoir directement des documents entrants sous forme de données ou informations numériques ;
- D'autre part, la dématérialisation dite « duplicative » de documents et courriers reçus au format papier puis dématérialisés grâce à des opérations plus ou moins automatisées permettant de valoriser l'information et son traitement. En 2008, 51 % des organisations interrogées par Markess International indiquent traiter automatiquement au moins une opération associée à la dématérialisation de ces documents reçus initialement au format papier.

### France
L'année 2012 est un tournant pour la dématérialisation en France. C'est l'année de parachèvement du processus de dématérialisation des procédures de marchés publics, initié en 2001, qui marque l'entrée de l'acheteur public dans l'ère de la maîtrise des échanges immatériels.
Les administrations peuvent depuis le 1er janvier 2012 être en mesure de recevoir des factures dématérialisées, et donc rattraper leur retard sur leurs voisins européens (tels que la Suède ou le Danemark). Cependant les collectivités locales ne sont pas encore obligées de suivre cette mesure, bien qu'elles représentent la majeure partie des faces traitées. « Pour les marchés d'un montant supérieur à 90 000 euros HT, le pouvoir adjudicateur ne peut refuser de recevoir les documents transmis par voie électronique. Les règles du jeu sont désormais complètes ».
Le plan France numérique 2020 prévoit que « le papier devra être définitivement abandonné et l'intégralité des démarches administratives devront être dématérialisées ».
Concernant plus spécifiquement les factures électroniques, l’ordonnance du 26 juin 2014 dresse un calendrier très précis. Les émetteurs de factures à destination de l’État, des collectivités territoriales et de leurs établissements publics auront l'obligation de n'envoyer que des factures dématérialisées :
- Le 1er janvier 2017 pour les grandes entreprises et les personnes publiques ;
- Le 1er janvier 2018 pour les entreprises de taille intermédiaire ;
- Le 1er janvier 2019 pour les petites et moyennes entreprises ;
- Le 1er janvier 2020 pour les micro-entreprises.

En janvier 2019, le Défenseur des droits alerte les pouvoirs publics sur le risque lié à une dématérialisation trop rapide et sans précaution des services publics. Pour certains l'accès via internet « crée des distances et des obstacles », c'est le cas pour ceux qui n'ont pas d'ordinateur ou qui habitent une zone blanche. Le Défenseur des droits propose une « clause de protection », afin que l'utilisateur ne soit pas tenu pour « responsable » en cas de problème technique.
À partir de 2024 :
- Réception des factures : 1er juillet 2024, obligation de recevoir et d’accepter des factures au format électronique, pour toutes les entreprises.
- Emission des factures : obligation d'émettre des factures électroniques au 1er juillet 2024 (seules les grandes entreprises sont concernées), au 1er janvier 2025 (concernant les ETI et les PME) et au 1er janvier 2026 (pour toutes les entreprises).

## Normes et référentiels
Les normes, standards ou certifications, français ou internationaux les plus importants dans les domaines de la numérisation, de la traçabilité et de l'interopérabilité, du coffre-fort numérique, de la signature électronique, du records management et de l'archivage électronique sont les suivants :

### Les référentiels de la numérisation
- NF Z 42-026 (2017)

La norme NF 42-026 porte sur la définition et les spécifications des « prestations de numérisation fidèle de documents ». Elle précise les conditions dans lesquelles doit être numérisé un document afin de permettre une équivalence entre le support papier et le format numérique.
- NF 544 (2018)

Le référentiel NF Service - NF544 « Prestation de numérisation fidèle de documents sur support papier » certifie la conformité à la NF Z42-026. La certification est délivrée par Afnor.

### La norme de la traçabilité et de l'interopérabilité
- ISO 15836 (2003, révisée en 2009)

Cette norme est intitulée « Information et documentation — L’ensemble des éléments de métadonnées Dublin Core ». Elle est applicable à toute application informatique qui contient des métadonnées pour l’interopérabilité et l’accès aux ressources informatiques (traçabilité, gestion de la preuve, comptabilisation, archivage…).

### La norme et le label des coffres-forts numériques
- NF Z 42 020 (2012)

Cette norme propose les « spécifications fonctionnelles d’un composant coffre-fort numérique (CCFN) destiné à la conservation d’informations numériques dans des conditions de nature à en garantir leur intégrité dans le temps ». Un CCFN peut être soit un progiciel exploité sur une ou plusieurs plateformes matérielles, soit un ensemble logiciel et matériel exploité comme un tout.

### La piste d'audit fiable
La piste d'audit fiable est un outil à mettre en œuvre par les entreprises afin de justifier de l'intégrité du contenu, de l'authenticité de l'origine de la pièce et de la lisibilité de la facture (et autres pièces justificatives). Pour cela, les moyens de dématérialisation utilisés doivent être accompagnés de la mise en œuvre de contrôle. Il existe 3 moyens de sécurisation des factures reconnus par l'administration fiscale (issue de la Directive Européenne du 13 juillet 2010, reprise par la LFR 2012-1510 et les décrets du 24 et 25 avril 2013) :
- L'EDI (Echanges de données informatisées), il s'agit d'échanges de fichiers structurés - cf. Art 289 VII 3° du CGI,
- les factures PDF par mail - Cf. Art 289 VII 1° du CGI,
- les factures électroniques signées - cf. Art 89 VII 2° du CGI.

### Les référentiels de la signature électronique
- eIDAS (2016)

L’encadrement de la signature électronique s’appuie sur le règlement européen Electronic IDentification Authentication and trust Services ou eIDAS du 28 août 2014 et applicables depuis le 1er juillet 2016 (règlement sur l’identification électronique et les services de confiance).
- Référentiel général de sécurité (V2. 2014)

Le référentiel général de sécurité (RGS) connaît une version 2.0 avec l’arrêté du Premier ministre du 13 juin 2014 (remplace la version du 6 mai 2010). Il définit les règles que les administrations et collectivités doivent respecter en matière de sécurité des systèmes d’information, notamment pour la signature électronique.

### Les normes du records management
- ISO 30300, ISO 30301 et ISO 30302 (2011 à 2014 ; révision en cours)

La série de normes ISO 30300 définit les principes des systèmes de gestion des documents d’activité (SGDA). Elle décrit également la mise en œuvre et le fonctionnement des SGDA.
Les normes ISO 30300 et ISO 30301 datent de l’année 2011. En 2014, le sous-comité de normalisation TC46/SC11 consacrée à la gestion des documents d’activité a publié la dernière (pour le moment) de la série des normes déclaratives du records management (RM) : la norme Iso 30302.
- ISO 15489 (2001, révisée en 2016)

L’ISO 15489 reste la norme technique de référence du records management. Elle a été révisée en 2016.
Cette norme internationale décrit les exigences fonctionnelles et techniques pour l’organisation et la gestion des documents d’archives. Elle vise à ce que les documents « soient créés, archivés et organisés d’une manière pertinente ».

### Les normes de l'archivage électronique
- NF Z 42-013 (1999, révisée en 2009 et en cours de révision en 2019 ; nouvelle version prévue en 2020)

La norme NF Z 42-013 est une norme française (Afnor) qui précise de nombreuses mesures techniques et organisationnelles autour du fonctionnement d’un système d’archivage électronique (SAE).
- NF 461 — Système d’archivage électronique (2013)

Si les normes NF Z 42-013 et Iso 14641:2018 sont des normes déclaratives, le référentiel de certification NF 461 concerne les organismes qui ont mis en place et maintiennent en état de fonctionnement leur SAE selon la NF Z 42-013 et son équivalent Iso. La certification NF 461 – Système d’archivage électronique est délivrée par Afnor Certification et prouve la conformité d’un SAE.
- OAIS (Iso 14721:2012) (2002, révisée en 2012)

La norme OAIS (système ouvert d’archivage de l’information), enregistrée depuis 2003 puis révisée en 2012 sous le nom de norme Iso 14721:2012 décrit le modèle pour la conception et la mise en place d’un SAE pour que ce dernier soit pérenne peu importe les évolutions numériques. Cette norme explique et décrit la structure de l’archivage et du fonctionnement d’un SAE. Elle propose un schéma conceptuel du SAE.
- ISO 19005-1 (2005, révisée en 2011 et 2012)

La norme Iso 19005-1 est une norme internationale qui définit le format PDF/A-1 (basé sur le format PDF1.4 de Adobe System) comme format de fichier de documents électroniques placés dans un SAE devant être conservés sur du long terme.